# Auxy (Saona y Loira)
 Auxy  es una población y comuna francesa, en la región de Borgoña, departamento de Saona y Loira, en el distrito de Autun y cantón de Autun-Sud.

## Demografía
| 601 | 557 | 536 | 763 | 1037 | 1048 |
| Para los censos de 1962 a 1999 la población legal corresponde a la población sin duplicidades (Fuente: INSEE [Consultar]) |     |     |     |      |      |